# Werda (Botswana)
Werda (Botswana) est une ville du Botswana.